# Adolfo Servando Tortolo
Adolfo Servando Tortolo (Nueve de Julio, 10 de novembro de 1911 - Buenos Aires, 1 de abril de 1986) foi um clérigo católico romano argentino, que foi bispo de Catamarca, vigário militar, arcebispo de Paraná e presidente da Conferência Episcopal Argentina. Foi um líder conservador e apoiador da ditadura argentina.

## Biografia
Tortolo estudou no Seminário de La Plata e foi ordenado sacerdote em 21 de dezembro de 1934. Celebrou sua primeira missa na Igreja paroquial de sua cidade natal. Seus primeiros destinos foram as paróquias de Chacabuco e Junín. Mais tarde, serviu como vigário geral da diocese de Mercedes. Ligado à Ação Católica, foi nomeado Prelado Doméstico de Sua Santidade.
Em 5 de junho de 1956, foi nomeado bispo titular in partibus infidelium de Ceciri e bispo auxiliar de Paraná pelo Papa Pio XII. Recebeu a consagração episcopal por Dom Zenobio Guilland, Arcebispo de Paraná, na Basílica de Luján em 12 de agosto daquele ano; os co-consagradores foram o Bispo de Mercedes, Anunciado Serafini, e o Arcebispo de La Plata, Antonio José Plaza.
Em 11 de fevereiro de 1960, foi nomeado bispo de Catamarca, sendo instalado no dia 30 de abril seguinte. Em 6 de setembro de 1962, foi nomeado Arcebispo de Paraná, tomando posse em 29 de dezembro. Ele viajou por sua arquidiocese diversas vezes, visitando todas as suas paróquias. Participou das quatro sessões do Concílio Vaticano II, nas quais fez algumas contribuições escritas e orais.
Suas cartas pastorais o retratam como um bispo conservador na doutrina e na organização do clero. Ele apoiou o crescimento do Opus Dei na Argentina, cujo fundador ele admirava publicamente.
Em 1970 foi eleito presidente da Conferência Episcopal Argentina, como sucessor de Monsenhor Antonio Caggiano, cargo que ocupou até 1976. Criou a revista Mikael, órgão de expressão do Seminário do Paraná, do qual o mesmo arcebispo era reitor, e dedicada especialmente às questões educacionais desde a perspectiva do nacionalismo de direita. Defendeu posições extremamente conservadoras, rejeitando toda forma de participação estudantil na organização das universidades, atacou teorias evolucionistas e acusou as universidades públicas de estarem infiltradas pelo marxismo.
Durante disputas dentro do episcopado argentino sobre as ações do bispo de La Rioja e teólogo da libertação Enrique Angelelli contra a família Menem em 1973, Tortolo, juntamente com o núncio apostólico, arcebispo Lino Zanini, se opuseram a Angelelli. Dessa forma, ele avaliou as ações de Angelelli, que mais tarde foi morto, de forma diferente dos visitantes enviados pelo Vaticano, Arcebispo Vicente Faustino Zazpe e Padre Pedro Arrupe.
Em 7 de julho de 1975 foi nomeado ordinário do vicariato militar da Argentina pelo Papa Paulo VI, sucedendo Cardeal Caggiano, posição que ocupou até 30 de março de 1982. Ele tinha um excelente relacionamento com os oficiais das Forças Armadas; ele promoveu a identificação das ideias de pátria, forças armadas e catolicismo e visitou inúmeras guarnições militares. Teve atuação notável em agosto de 1975, quando se encontrou com a presidente María Estela Martínez de Perón, que havia decidido renunciar ao cargo; durante a entrevista — solicitada pelo presidente — ele a convenceu a não renunciar e, em vez disso, pedir uma licença, durante a qual Ítalo Luder, presidente interino do Senado, atuaria como presidente.
Em dezembro de 1975, ele anunciou um golpe de estado, que ele descreveu como "um processo de purificação". Poucos dias depois, a pedido do Tenente-General Videla, voltou a reunir-se com a presidente, a quem exigiu a renúncia. Em 24 de março de 1976, horas depois do último golpe de estado bem-sucedido no país, ele se reuniu com os comandantes que acabavam de derrubar o governo constitucional, Videla, Massera e Agosti. Nos dias seguintes, a Conferência Episcopal presidida por Tortolo emitiu uma declaração na qual condenava de forma geral crimes políticos como tortura e assassinato, sem detalhar em nada que a ditadura já havia começado a aplicar um processo sistemático de assassinatos e desaparecimentos de pessoas. Em reunião episcopal em dezembro de 1977, diante da denúncia de outros bispos, Tortolo, tal como Cardeal Aramburu, minimizaram os atos de terrorismo de Estado, concordando que “o Estado tem o direito de se defender”. No mesmo ano, diante do desaparecimento de duas freiras francesas, Alice Domon e Leonie Duquet, Tortolo propôs aos bispos estudar “a ética da repressão às guerrilhas”.
Em diversas ocasiões esteve no CCD Esquadrão de Comunicações, localizado nas dependências do Exército Argentino no Paraná, de onde ordenou a retirada do militante da Ação Católica e da Juventude Peronista Victorio Coco Erbetta. Após encontrá-lo no palácio episcopal, ele o devolveu aos seus captores, onde ele desapareceu. Tortolo estabeleceu uma relação próxima com o ditador Jorge Rafael Videla até se tornar seu confessor, confidente e conselheiro.
Quando o país foi inspecionado por organizações de direitos humanos que o questionaram sobre as violações de direitos humanos que estavam ocorrendo, ele declarou que não tinha "nenhuma evidência conclusiva de que os direitos humanos estão sendo violados em nosso país. Eu ouço, eu escuto, há vozes, mas não tenho certeza." Segundo denúncias posteriores, o Vicariato Militar teria fornecido o apoio de quatrocentos capelães militares para “acompanhar a luta antissubversiva”. Esses capelães teriam colaborado para reforçar o moral dos sequestradores e torturadores - "para dar alento aos que combatiam a guerrilha" - e para exercer pressão psicológica sobre os detidos ilegalmente pela ditadura. Pessoalmente, ele não recebeu quase nenhuma das pessoas que tentaram pedir que ele intercedesse pelos detidos, e ordenou que seus subordinados não os recebessem.
Tortolo renunciou ao vicariato militar quando começou a sofrer de uma longa doença, que o deixava periodicamente acamado por longos períodos. Ele morreu em Buenos Aires em 1º de abril de 1986, aos 75 anos. Foi sepultado na Catedral do Paraná.